# Битва під Полонкою
Битва під Полонкою — збройне зіткнення, що відбулося 28 червня 1660 року під час польсько-російської війни (1654–1667), біля білоруського села Полонка. У цій битві війська Речі Посполитої під проводом великого гетьмана литовського Павла Яна Сапіги та руського воєводи Стефана Чарнецького завдали серйозної поразки військам московського царства під командуванням Івана Хованського.
Результатом перемоги був прорив російської облоги фортеці в Ляховичах і звільнення литовських земель до верхнього Дніпра на сході та Двіни на півночі.

## Початок
Наприкінці червня 1660 року розпочався контрнаступ литовських військ гетьмана Павла Сапіги за підтримки польської дивізії Стефана Чарнецького. Маючи намір звільнити Ляховичі від  облоги, обидві армії з'єдналися у Слоніма. Вирушаючи на допомогу обложеній фортеці Ляховичі, Павло Сапіга та Стефан Чарнецький очолювали військо чисельністю бл. 11 тисяч вояків (7 тис. литовського війська і 4 тис. польського). Іван Хованський частково зняв облогу Ляховичів і, залишивши в таборі кілька тисяч піхоти, для продовження облоги фортеці, рушив з більшістю своїх сил, 9-10 тисячами солдатів  (за думкою Курбатова, 8500) у бік Слоніма, назустріч польсько-литовським військам.

## Зіткнення авангардів
Вранці 28 червня польський авангард під командуванням Олександра Полубінського, йдучи дорогою на Барановичі, перетнув дамбу на річці Полонка на схід від села Полонка. Тут він зіткнувся з авангардом московської армії під командою Нащокіна. Відбулося коротке зіткнення, в якому Полубинський переміг росіян, а коли прибув Хованський з основними силами, відійшов за річку. Головні сили війська Речі Посполитої почали формуватися до бою. Переправу через дамбу захищало праве крило, де розташувалися драгуни та гусари Чарнецького. Польська та литовська піхота та всі 7 гармат стояли в центрі, а Павло Сапіга та майже вся литовська кавалерія стояли на лівому фланзі. Додаткові загони приховалися в долині.

## Битва
Хованський очолив першу атаку на дамбу. Вогонь драгунів зупинив наступаючих росіян, а контратака гусар відкинула їх назад. Потім Хованський спробував атакувати більшою частиною своєї кінноти лівий фланг де були литовці гетьмана Павла Сапєги. Хоча спочатку було певне просування на цій ділянці, зрештою через чисельну перевагу литовці не дали відтіснити себе в Полонські болота. Коли драгуни руського воєводи Стефана Чарнецького захопили східне гирло дамби, польсько-литовські війська наступали по всьому фронту. Полковник Габріель Войнилович зі значною частиною своєї кінноти (королівський полк, раніше прихований від ворога) обійшов ліве крило російської армії через болота річки Полонка і зайшов до тилу московської армії, знищивши флангову оборону, що складалася з кількох сотен піхоти з гарматами біля маєтку Важгінті. Атака Войниловича на резерв і ліве крило росіян у поєднанні з одночасним наступом гусар Чарнецького та литовської кінноти (переважно петигорців) Сапєги призвела до зриву формування російської армії.
Російська кіннота (третя частина російських сил) під проводом Хованського втекла. Однак на шляху до Полоцька вона була розсіяна внаслідок литовської погоні та зростаючої паніки. Самуїл Кмічік, який люто переслідував їх до Міру (тобто близько 60 км).
Зрештою, Хованському, «двічі пораненому в голову» , вдалося врятуватися лише з групою в кілька сотень рейтарів. Російська піхота залишилася на полі бою сама і сховалася в сусідньому лісі. Незабаром вона була оточена, але не мала наміру здаватися і чинила запеклий опір. Поляки й литовці скерували для атаки на ліс гармати, як свої, так і захоплені. Масований артилерійський вогонь остаточно зламав оборону російської піхоти. За іншою версією, російська піхота, бачачи безнадійність ситуації, хотіла здатися і вийшла з-за огорожі, а тоді Чарнецький наказав кінноті атакувати їх, що призвело до різанини. Розгром московської армії була повною — росіяни втратили 3500 убитими або пораненими та 700 полоненими. Крім того, російська кіннота, яку завзято переслідували, також була в основному розпорошена. Вся армія Хованського припинила своє існування.

## Після битви

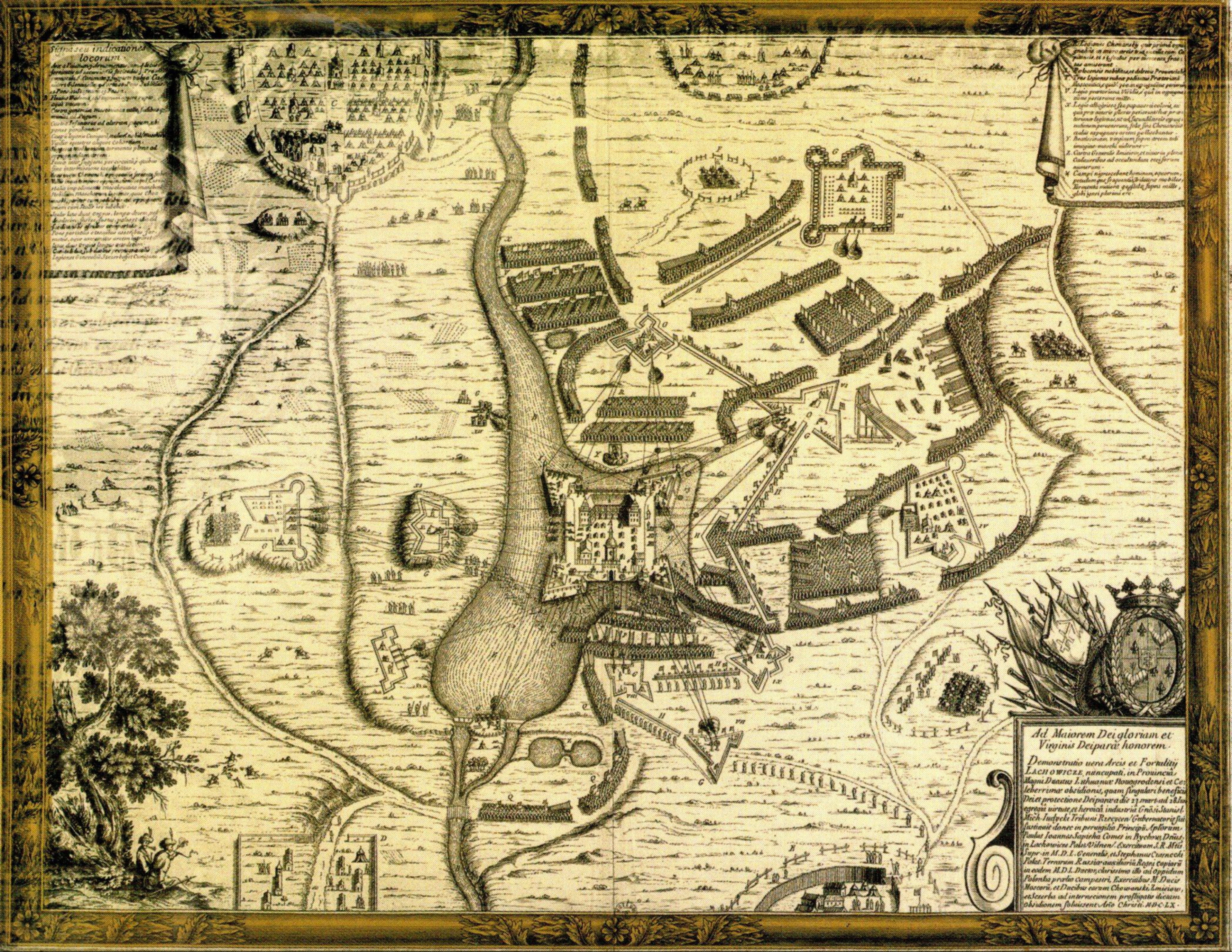
Облога Ляховича 1660 р. і російський табір

Велика перемога привела до звільнення Ляховичів, які тепер могли стати оперативною базою військ Речі Посполитої для подальших дій проти російських військ у Литві. Авангарди військ Стефана Чарнецького та Павла Сапіги увійшли до Ляховичів 29 червня, захопивши поспішно покинутий російський табір.
Невдовзі після битви між вождями спалахнула суперечка щодо розподілу здобичі та полонених. За словами Яна Хризостома Пасека, Стефан Чарнецький взяв аж 2 мільйони злотих як викуп за в’язнів, яких він надовго ув’язнив у замку в Тикоціні (у цю справу втрутився сам король). Він, безсумнівно, також привласнив гармати, захоплені в битві.
Поразка армії Хованського під Полонкою на якийсь час змінила співвідношення сил сторін на литовському театрі бойових дій. Блискуче спланований контрудар польсько-литовських військ зірвав план наступу московського війська на Варшаву. Поразка спричинила остаточне відпадання західної половини Великого князівства Литовського від московської влади. Невеликі гарнізони Новогрудка та деяких інших міст капітулювали одразу, а Берестьє, Гродно та Вільна – після одно-дворічних облог. Просування польсько-литовської армії було зупинено лише під Борисовом.

## Дивись також
- Список війн за участю Польщі